# Conus dalli
Conus dalli é uma espécie de gastrópode do gênero Conus, pertencente à família Conidae.

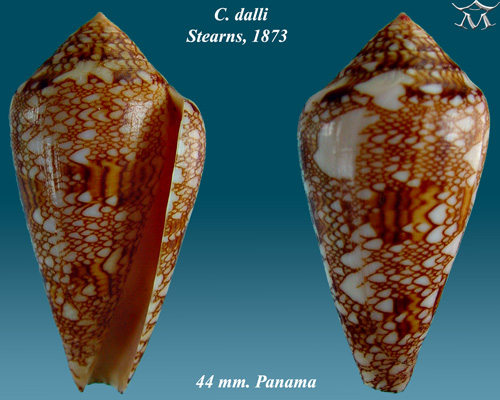
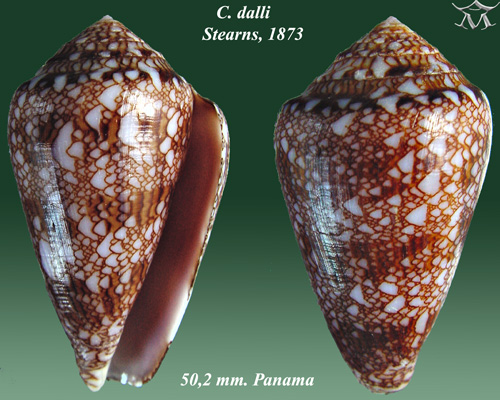
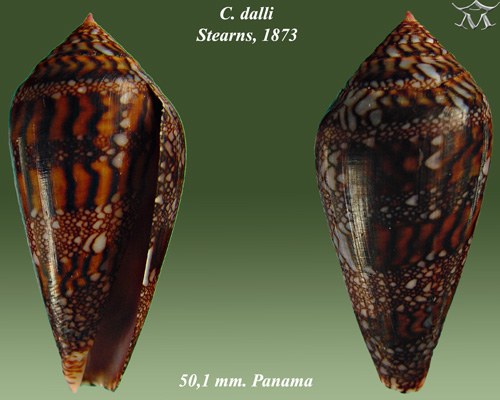

## Descrição
O tamanho de uma concha adulta varia entre 32 mm e 80 mm. A espira é indistintamente sulcada. O verticilo do corpo é obscuramente estriado em espiral abaixo. A cor da concha é marrom-amarelada, com listras longitudinais marrom-avermelhadas, interrompidas por quatro faixas giratórias de manchas brancas e manchas brancas ocasionais na superfície mais escura. O interior da abertura é rosa rosado.

## Distribuição
Esta espécie ocorre no Pacífico Oriental, ao largo das Ilhas Galápagos e do Golfo da Califórnia até o Panamá. Localidade-tipo: Islas Marias, Golfo da Califórnia.